# 性贩卖

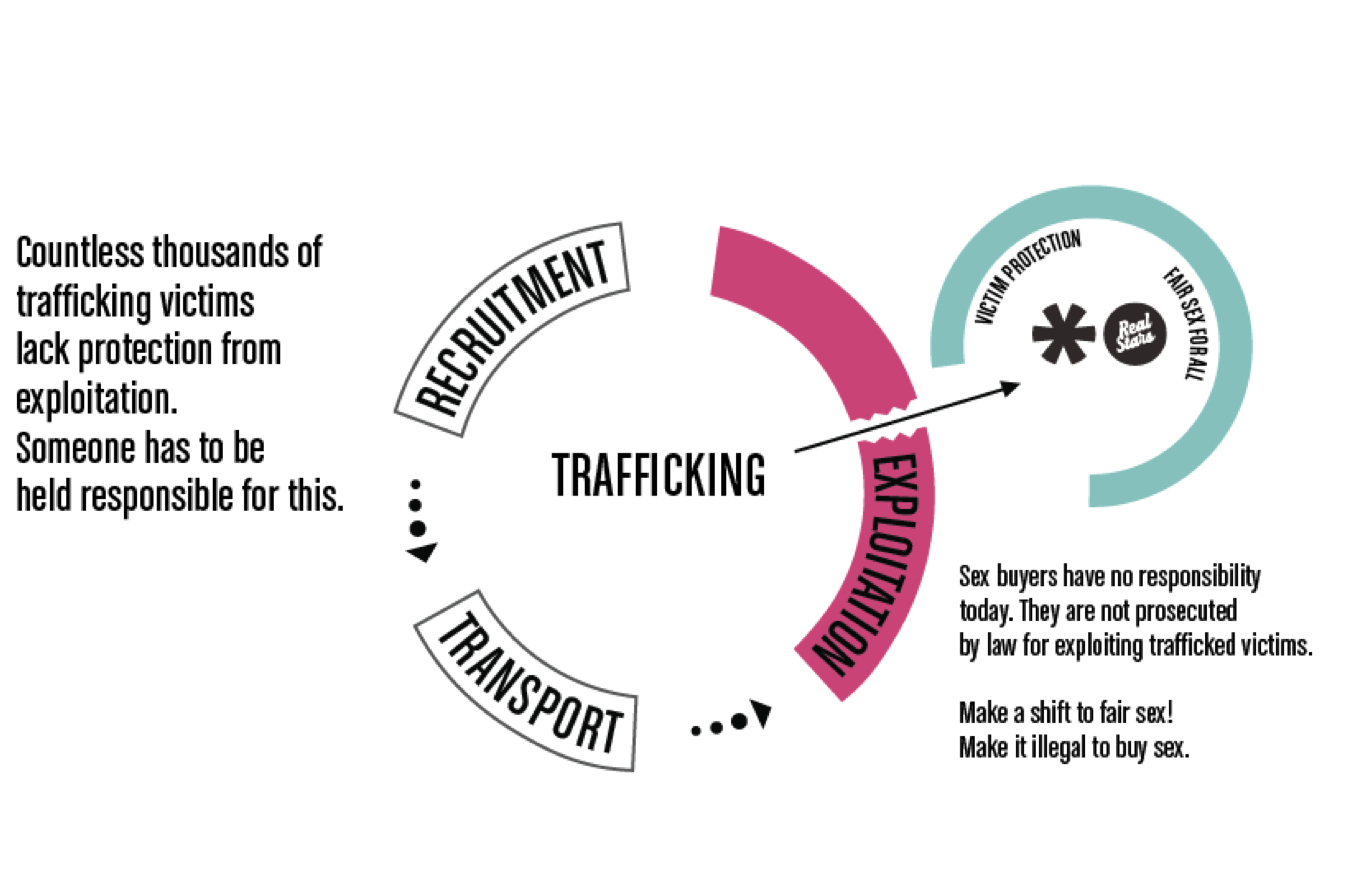
性贩运的商业模式

性贩卖又称性贩运，是指以性剥削为目标的人口贩卖，包括性奴隸。受害者被迫以多种方式中的一种依赖其贩运者，然后被贩运者用于向顾客提供性服务。被定义为性贩运犯罪的活动有三种：获取、运输和剥削；其中包括兒童色情旅遊、家庭未成年人性贩运（domestic minor sex trafficking）或者其他种类对儿童的商业性剥削，以及卖淫。性贩运是世界上最大的犯罪活动之一。